# Queers
Queers je britský televizní seriál, který odvysílal televizní kanál BBC Four ve dnech 31. července – 3. srpna 2017. Jednotlivé díly jsou koncipovány jako scénky s monology, ve kterých se odráží vývoj a změny v oblasti LGBT práv během uplynulých 100 let. Příběhy se odehrávají v letech 1917 za první světové války, 1929, 1941 během bombardování Londýna, 1954, 1967, 1987 v době vrcholící epidemie AIDS, 1994 a 2016, kdy byly povoleny sňatky osob stejného pohlaví. Seriál byl natočen k 50. výročí zrušení trestnosti homosexuality v Británii. V ČR byl uveden v roce 2018 na filmovém festivalu Febiofest.